# Laniakea
Il Superammasso Laniakea (dall'hawaiano: Lani e Akea, Cieli Immisurabili o "Immenso Paradiso", anche denominato solo Laniakea, o Superammasso Locale) è un superammasso di galassie in cui è compreso il Superammasso della Vergine, che contiene il Gruppo Locale con la Via Lattea e, di conseguenza, il sistema solare con la Terra. A sua volta, il Superammasso Laniakea è compreso all'interno della struttura a filamento chiamata Complesso di superammassi dei Pesci-Balena, che è una delle strutture più grandi dell'universo. Laniakea fu individuata nel settembre 2014, quando un gruppo di astronomi tra cui R. Brent Tully dell'Università delle Hawaii a Manoa e Helene Courtois dell'Università di Lione pubblicarono uno studio su un nuovo metodo per la definizione dei superammassi in accordo con le velocità relative delle galassie. La nuova definizione di Superammasso Locale riduce ciò che prima era definito come Superammasso Locale, cioè il Superammasso della Vergine, a una mera appendice.

## Caratteristiche
Il Superammasso Laniakea include un centinaio di migliaia di galassie, distribuite su 160 megaparsec (520 milioni di anni luce). Ha una massa di circa 1017 masse solari: centomila volte maggiore di quella della Via Lattea e simile a quella del Superammasso dell’Orologio. Laniakea è diviso in quattro parti, precedentemente note come superammassi separati:
- Superammasso della Vergine, la parte dove risiede la Via Lattea.
- Superammasso dell’Idra-Centauro, composto da:
  - Grande Attrattore, il centro gravitazionale di Laniakea vicino all'Ammasso del Regolo;
  - Antlia Wall, conosciuto come Superammasso dell’Idra;
  - Superammasso del Centauro.
- Superammasso Pavo-Indo.
- Muro della Fornace, che include l'Ammasso della Fornace (Abell S373), l'Ammasso del Dorado, l'Ammasso di Eridano e il Gruppo di Eridano (Eridanus Cloud).

Ammassi di galassie compresi in Laniakea sono l'Ammasso della Vergine, l'Ammasso dell'Idra, l'Ammasso del Centauro, Abell 3565, Abell 3574, Abell 3521, l'Ammasso della Fornace, l'Ammasso di Eridano e l'Ammasso del Regolo. L'intero superammasso conta approssimativamente 100.000 - 150.000 galassie. Il numero reale tuttavia potrebbe essere maggiore: alcuni ammassi di galassie, attraversando la zona di evitamento, diventano praticamente non rilevabili.
I superammassi sono tra le strutture più grandi dell'universo, di cui è difficile definire i confini, specialmente dall'interno. In un certo superammasso, il maggior numero dei moti galattici sarà diretto verso l'interno, verso il centro di massa. Nel caso di Laniakea questo punto focale gravitazionale è chiamato il Grande attrattore e influenza i moti del nostro Gruppo Locale di galassie (dove risiede la nostra Via Lattea) e tutti gli altri ammassi e gruppi di galassie, ovunque nel superammasso.

## La scoperta
Il filtro di Wiener è il metodo usato nell'analisi dei movimenti galattici per distinguere il moto peculiare dall’espansione cosmica, in modo da definire meglio le informazioni posizionali, permettendone l’analisi a circa 300 megaparsec ed evidenziando i modelli di distribuzione delle galassie. Pur con tale limitazione, Laniakea appare dirigersi in direzione del Superammasso di Shapley, cosicché sia Laniakea sia Shapley potrebbero essere parte di un complesso ancora più grande. L'astronomo sudafricano Tony Fairall nel 1988 ipotizzò che, in base ai rispettivi redshift, il Superammasso della Vergine e il Superammasso dell’Idra-Centauro potrebbero essere connessi.

## Posizione
I superammassi confinanti con Laniakea sono il Superammasso di Shapley, il Superammasso di Ercole, il Superammasso della Chioma e il Superammasso di Perseo-Pesci, di cui non sono chiari i contorni al momento della scoperta di Laniakea.
Attorno a Laniakea si estende il Muro del Polo Sud.
Il superammasso Laniakea è a sua volta parte del Complesso di superammassi dei Pesci-Balena.

## Origine del nome
Il nome Laniakea significa "cieli incommensurabili" in lingua hawaiiana, da lani per "cielo" e akea per "ampio" o "immenso/incommensurabile". Il nome fu suggerito da Nawa'a Napoleon, professore associato di lingua hawaiiana al Kapiolani Community College. Il nome rende omaggio ai navigatori polinesiani che adoperavano la volta celeste per navigare nell'oceano Pacifico.